# Kozjansko
Kozjansko (tudi Srednje Sotelsko) je pretežno gričevnata pokrajina v srednjem delu vzhodne Slovenije. Kozjansko obsega vzhodni del Posavskega hribovja v porečju reke Bistrice. Na vzhodu meji na reko Sotlo, na severu na hribe Plešivec (686 m) in Žusem (669 m), zahodno mejo predstavlja področje pritokov Save in Savinje, južno pa hriba Bohor (1024 m) in Orlica (Veliki vrh, 697 m). 
Večja pokrajinska naselja so Bistrica ob Sotli, Kozje, Gorica pri Slivnici, Slivnica pri Celju, Šentjur, Planina pri Sevnici, Podčetrtek in Dobje pri Planini. Vzhodni del Kozjanskega je zaznamovan z vinogradniškimi območji, ki spadajo v slovenski vinorodni okoliš Šmarje - Virštanj. Zahodni del Kozjanskega je pretežno gozdnat. Na Kozjanskem je bil leta 1981 na površini 19.600 ha ustanovljen Spominski park Trebče, ki od leta 1996 nosi ime Kozjanski regijski park.

## Biosferni rezervat Kozjansko in Obsotelje
Biosferni rezervat Kozjansko in Obsotelje je od leta 2010 uvrščeno UNESCO-v MAB seznam kot biosferni rezervat v velikosti 94.184 ha.
Biosferno območje omejujeta reki Savinja in Sotla. Predstavlja pisan mozaik med alpskim in panonskim svetom, rezultat pa je edinstvena pokrajina. Griči, grape, soteske, skalni osamelci, kraške kotanje, jame in brezna, slapovi, izviri, meandri, številni fosilni ostanki, travniški sadovnjaki in suhi travniki sestavljajo naravno okolje, v katerem živijo izjemne rastlinske in živalske vrste. Območje je po biotski pestrosti eno najpomembnejših naravovarstvenih območij v Sloveniji. Pokrajina je izjemen mozaik predalpskega mešanega gozda, višinskih travnikov, travniških sadovnjakov in ravnin ob reki Sotli in zagotavlja izjemne in vse redkejše habitate nenavadnim živalskim in rastlinskim vrstam, ki imajo velik pomen ne le v okviru predlaganega prostor, ampak so izjemno pomembni tudi za širši evropski prostor.
Območje zaznamuje boljša od povprečja ohranjenost kulturne krajine z izjemno kakovostnimi elementi tradicionalne kulturne dediščine tako v podeželskih delih (vasi) kot v osrednjih naseljih (trški kraji) s še živimi elementi tradicionalne ljudske kulture (običaji, pesmi, legende ...).

## Občine na Kozjanskem
Kozjansko, ki ga omejujejo štiri reke: Savinjo, Voglajno, Savo in Sotlo, obsega dele občin: Laško, Šentjur, Šmarje pri Jelšah, Podčetrtek, Bistrica ob Sotli, Brežice, Krško, Sevnica, Radeče, Kozje in Dobje.

## Geografija
Kozjansko je hribovito-gričevnata pokrajina z nadmorskimi višinami do 500 metrov. Proti vzhodu se postopno znižuje v ravninski svet ob Sotli. Gričevja gradijo v glavnem kamnine iz mlajšega terciarja med katerimi prevladujejo laporji.  
V dolinah rek in potokov najdemo meljaste in glinaste kvartarne nanose. Na majhnih površinah se izmenjujejo travniki, gozdovi, sadovnjaki in njive. Biotska raznolikost je izjemna, zato sta tako rastlinski kot živalski svet zelo zanimiva. Ta pestrost je posledica geološke podlage, razgibanega reliefa in ekstenzivnega kmetijstva, ki je posledica delne nerazvitosti v preteklosti. 
Podnebje je tukaj zmerno celinsko.

## Zgodovina
Ime Kozjansko se je uveljavilo šele med 2. svetovno vojno in po njej. Najgosteje je bila poseljena v času fevdalizma. Takrat so imeli mnogi kraji že tržne ali mestne pravice in razvita je bila obrt in trgovina. 
Na Kozjanskem je zaradi obilice lesa od konca 18. stoletja delovalo več glažut, do danes 12, med njimi tudi v bližini Rogaške Slatine (Sv. Križ), kamor so leta 1928 prenesli tudi proizvodnjo iz zagorske steklarne. Za razvoj steklarne v Hrastniku je pomembna glažuta v Polani pod Lisco.
Območje je bilo med drugo svetovno vojno eno od središč upora proti okupatorju na Štajerskem. Do 90-ih let dvajsetega stoletja je imelo Kozjansko status manj razvitega in demografsko ogroženega območja in mnogi prebivalci so se odselili v mesta ali odšli v tujino. Z izgradnjo cestne in turistične infrastrukture, ter ustanovitvijo Kozjanskega regijskega parka pa se pokrajina hitro razvija. V času osamosvojitve Slovenije in vzpostavitvijo schengenskega nadzora nad državno mejo s Hrvaško, se je življenje prebivalcem z obeh strani meje nekoliko zapletlo, a ga je uspešno uredil Sporazum o obmejnem sodelovanju in prometu med Republiko Slovenijo in Republiko Hrvaško.

### Potres na Kozjanskem
Območje Kozjanskega je 20. junija 1974 ob 17. uri in 8 minut stresel potres z magnitudo 5,1, največji učinki pa so dosegli med VII. in VIII. stopnjo po EMS. Žarišče je nastalo v globini približno 13 km. Sledilo je še več popotresnih sunkov. Potres so čutili na območju 70.000 km². Najbolj prizadeta kraja sta bila Šmarje pri Jelšah in Šentjur, kjer je bilo poškodovanih okoli 1000 zgradb v več kot 80 zaselkih. Prizadete so bile predvsem majhne in skromne lesene hiše, krite s slamo in navidezno trdne kamnite zgradbe, prav tako številne javne stavbe. Popotresna obnova je predvsem z gradnjo montažnih in sodobnejših objektov močno spremenila arhitekturno podobo območja.

## Kulturna dediščina
Kozjansko ima bogato kulturno dediščino, ima dolgo in zanimivo človekovo zgodovino, o čemer pričajo arheološke najdbe. Zaradi geografske odmaknjenosti in zaprtosti območja v preteklosti, se je oblikovala samoniklost ljudi, specifična arhitektura in kulturna krajina.
Med kulturnimi zanimivostmi so gradova Podsreda in Planina, Minoritski samostan Olimje, Cerkev sv. Roka s kalvarijo nad Šmarjem pri Jelšah, številni mlini, prangerji, Kozjanska domačija.
- Minoritski samostan Olimje
- Kartuzijanski samostan Jurklošter
- Grad Podsreda
- Grad Podčetrtek
- Grad Planina
- Grad Kunšperk
- Grad Žusem
- Dvorec Jelše
- Cerkev sv. Roka, Predenca
- Cerkev Marijinega rojstva, Svete gore
- Cerkev Čudodelne Matere Božje in sv. Marjete, Sladka Gora
- Sramotilni steber, Planina pri Sevnici
- Javerškova domačija v Podsredi, rojstna hiša Marije Javeršek (mati Josipa Broza - Tita)

## Naravna dediščina
Zaščitene in redke rastline med njimi: blagajev volčin (Daphne blagayana), velikonočnica (Pulsatilla grandis), kranjska lilija (Lilium carniolicum), Jacquinov jetičnik (Veronica jacquinii), panonska detelja, različne orhideje, opojna zlatica, tržaški svišč, širokolistna (Ruscus hypoglossum) in bodeča (Ruscus aculeatus) lobodika, kobulasti zelenček,  navadna jarica (Eranthis hyemalis),…
Naravna dediščina so tudi: suhi travniki in visokodebelni sadovnjaki, grajski park Planina, ptičji rezervat ob Slivniškem jezeru, Gruška jama in slikovita skala Ajdovska žena.
Kozjanski regijski park je bil ustanovljen leta 1981 s posebnim zakonom kot Spominski park Trebče in nosi od leta 1996 ime Kozjanski park.
Tukaj živi kar 120 različnih vrst ptic, od katerih jih ima 25 vrst velik varstveni pomen (od redkih vrst v slovenskem merilu do globalno ogroženih vrst). Tukaj najdemo: prepelice, črno štorkljo, kosca, vijeglavko, pivko, detla, pogorelčka, škrjančka, kobiličarja, bičjo trstnico, belovratega muharja, rjavega srakoperja in druge.

## Narečje
V krajih na Kozjanskem se je razvilo tudi tipično narečje, danes klasificirano kot Kozjansko-bizeljsko narečje.